# Amoreira da Gândara
Amoreira da Gândara is een plaats (freguesia) in de Portugese gemeente Anadia en telt 1379 inwoners (2001).